# Gib mir dein Wort (EP)
Gib mir dein Wort ist das 32. Extended-Play-Album des österreichischen Schlagersängers Freddy Quinn, das 1964 im Musiklabel Polydor (Nummer 21.964) in Frankreich veröffentlicht wurde. Der Vertrieb geschah unter der Rechteverwerterin Bureau International de l’Edition Mecanique.

## Schallplattenhülle
Auf der Schallplattenhülle ist Freddy Quinn zu sehen, der Jeans sowie Jeanshemd und unter dem Hemd einen schwarzen Pullover trägt und ein Steuerruder bedient. Die Liedtitel sind auf der linken Seite in schwarzen Großbuchstaben geschrieben.

## Musik
Gib mir dein Wort (1964) und Lass’ mich noch einmal in die Ferne (1963) wurden von Lotar Olias und Walter Rothenburg geschrieben. Quinn war bei beiden Stücken der Original und wurde dabei vom Orchester James Lasts begleitet.
Wolken, Wind und Wogen wurde ebenfalls von Olias und Rothenburg geschrieben und 1961 veröffentlicht.
Wie schön, dass du wieder zuhause bist stammt aus der Feder von Günter Loose und Lotar Olias, auch hier wurde Quinn von James Last begleitet. Seine Veröffentlichung geschah 1964.
Mit Ausnahme von Wolken, Wind und Wogen waren alle Stücke auf Singleproduktionen von Freddy Quinn zu hören.

## Titelliste
Das Album beinhaltet folgende vier Titel:
- Seite 1

1. Gib mir dein Wort
2. Lass’ mich noch einmal in die Ferne

- Seite 2

1. Wolken, Wind und Wogen
2. Wie schön, dass du wieder zuhause bist